# Carlos Esquivel
Carlos Esquivel Silva, né le 10 avril 1982 à Tlalpujahua au Mexique, est un joueur de football international mexicain qui évolue au poste de milieu de terrain.

## Biographie

### Carrière en sélection
Il reçoit sa première sélection en équipe du Mexique lors de l'année 2008. 
Il figure dans le groupe des sélectionnés lors des Gold Cup de 2009 et de 2015. Le Mexique remporte ces deux compétitions.

## Palmarès
| Deportivo Toluca - Championnat du Mexique (2) : - Champion : 2005 (Ouverture), 2008 (Ouverture) et 2010 (Clôture). - Vice-champion : 2006 (Ouverture) et 2012 (Ouverture). - Coupe des champions de la CONCACAF : - Finaliste : 2006 |  | Mexique - Gold Cup (2) : - Vainqueur : 2009 et 2015. |